# Bobby Orr
Robert Gordon "Bobby" Orr, född 20 mars 1948 i Parry Sound, Ontario, är en kanadensisk före detta professionell ishockeyspelare.

## Karriär
Bobby Orr är den ende back som vunnit poängligan i NHL, och därmed Art Ross Trophy, och är av många ansedd som världens bästa back genom alla tider. Han var den första spelaren som gjorde över 100 assists under en säsong och detta utan andrahands-assists. Det är bara två spelare som har återupprepat detta och det är Wayne Gretzky och Mario Lemieux. Bobby Orr vann dessutom Art Ross Trophy två gånger och har ett av de mest svårslagna rekorden i NHL med +124 från säsongen 1970–71. 
Bobby Orr vann Stanley Cup två gånger med Boston Bruins och James Norris Memorial Trophy, priset som bästa back, åtta år i rad. Därutöver vann han bland annat priset som NHL:s värdefullaste spelare, Hart Memorial Trophy, vid tre tillfällen och Conn Smythe Trophy, priset som Stanley Cup-slutspelets mest värdefulla spelare, vid två tillfällen. Dessutom blev han belönad med Lester B. Pearson Award och Lester Patrick Trophy varsin gång, den sistnämnda då han lagt av 1979. Bilden av honom när han avgjort Stanley Cup-finalen 10 maj 1970 är klassisk och fortfarande ett av de mest sålda sportfotografierna genom tiderna.
Orr spelade i Boston Bruins under nästan sin hela NHL-karriär. Hans karriär stoppades av en knäskada som gjorde att han spelade endast nio säsonger i NHL. Sista säsongen i Boston Bruins spelade han enbart 10 matcher. Han bytte klubb säsongen 1976–77 till Chicago Blackhawks, där han gjorde 20 matcher. Året därpå spelade han inte alls och sitt sista år i NHL spelade han bara 6 matcher.
Sammanfattningsvis kan man säga att Orr blev vald till NHL:s bästa back 8 av 9 år som han spelade i NHL. Det enda året han inte vann var debutåret men då blev han i och för sig utsedd till årets bästa nykomling.
Orr spelade Canada Cup 1976 där han bildade backpar med Denis Potvin och på 7 matcher gjorde 9 poäng. Under Canada Cup var han aldrig med på en enda träning, han spelade bara matcher, men blev ändå utsedd till Kanadas mest värdefulle spelare i turneringen.
1998 samlade tidningen The Hockey News ihop en kommitté av 50 hockeyexperter bestående av före detta NHL-spelare, journalister, TV-bolag, tränare och styrelsemedlemmar för att göra en lista över de 100 bästa spelarna i NHL:s historia. Experterna röstade fram Gretzky som nummer ett och Orr på tredje plats – före bland annat Mario Lemieux.

## Statistik

### Klubbkarriär
| 1962–63    | Oshawa Generals    | OHA        | 34  | 6   | 15  | 21  | 45  | —  | —  | —  | —  | —  |
| 1963–64    | Oshawa Generals    | OHA        | 56  | 29  | 43  | 72  | 142 | 6  | 0  | 7  | 7  | 21 |
| 1964–65    | Oshawa Generals    | OHA        | 56  | 34  | 59  | 93  | 112 | 6  | 0  | 6  | 6  | 10 |
| 1965–66    | Oshawa Generals    | OHA        | 47  | 38  | 56  | 94  | 92  | 17 | 9  | 19 | 28 | 14 |
| 1966–67    | Boston Bruins      | NHL        | 61  | 13  | 28  | 41  | 102 | —  | —  | —  | —  | —  |
| 1967–68    | Boston Bruins      | NHL        | 46  | 11  | 20  | 31  | 63  | 4  | 0  | 2  | 2  | 2  |
| 1968–69    | Boston Bruins      | NHL        | 67  | 21  | 43  | 64  | 133 | 10 | 1  | 7  | 8  | 10 |
| 1969–70    | Boston Bruins      | NHL        | 76  | 33  | 87  | 120 | 125 | 14 | 9  | 11 | 20 | 14 |
| 1970–71    | Boston Bruins      | NHL        | 78  | 37  | 102 | 139 | 91  | 7  | 5  | 7  | 13 | 10 |
| 1971–72    | Boston Bruins      | NHL        | 76  | 37  | 80  | 117 | 106 | 15 | 5  | 19 | 24 | 19 |
| 1972–73    | Boston Bruins      | NHL        | 63  | 29  | 72  | 101 | 99  | 5  | 1  | 1  | 2  | 7  |
| 1973–74    | Boston Bruins      | NHL        | 74  | 32  | 90  | 122 | 82  | 16 | 4  | 14 | 18 | 28 |
| 1974–75    | Boston Bruins      | NHL        | 80  | 46  | 89  | 135 | 101 | 3  | 1  | 5  | 6  | 2  |
| 1975–76    | Boston Bruins      | NHL        | 10  | 5   | 13  | 18  | 22  | —  | —  | —  | —  | —  |
| 1976–77    | Chicago Blackhawks | NHL        | 20  | 4   | 19  | 23  | 25  | —  | —  | —  | —  | —  |
| 1978–79    | Chicago Blackhawks | NHL        | 6   | 2   | 2   | 4   | 4   | —  | —  | —  | —  | —  |
| OHA totalt | OHA totalt         | OHA totalt | 193 | 107 | 173 | 280 | 483 | 29 | 9  | 32 | 41 | 45 |
| NHL totalt | NHL totalt         | NHL totalt | 657 | 270 | 645 | 915 | 953 | 74 | 26 | 66 | 92 | 92 |

### Internationellt
| År     | Lag    | Turnering  | Matcher | Mål | Assists | Poäng | Utv. |
| ------ | ------ | ---------- | ------- | --- | ------- | ----- | ---- |
| 1976   | Kanada | Canada Cup | 7       | 2   | 7       | 9     | 8    |
| Totalt | Totalt | Totalt     | 7       | 2   | 7       | 9     | 8    |

## Meriter
- Stanley Cup – 1970 och 1972
- Art Ross Memorial Trophy – 1970 och 1975
- Calder Memorial Trophy – 1967
- Conn Smythe Trophy – 1970 och 1972
- Hart Memorial Trophy – 1970, 1971 och 1972
- James Norris Memorial Trophy – 1968, 1969, 1970, 1971, 1972, 1973, 1974 och 1975 (flest i historien)
- Lester B. Pearson Award – 1975
- Lester Patrick Trophy – 1979
- Ledare i Plus/Minus ligan – 1969, 1970, 1971, 1972, 1974 och 1975 (flest gånger i historien)
- Han tröjnummer 4 är pensionerat av Boston Bruins och hänger i taket i deras arena.
- Valdes in i Hockey Hall of Fame 1979

### Rekord
- Flest poäng av en back på en säsong – 139; säsongen 1970–71
- Flest assists av en back på en säsong – 102; säsongen 1970–71
- Har den högsta plus/minus statistiken i historien på en säsong – +124; säsongen 1970–71